# باشگاه ورزشی الساحل
باشگاه ورزشی الساحل (عربی: نادي الساحل الرياضي) یک باشگاه حرفه‌ای چندورزشی مستقر در شهر طرطوس سوریه است که بیشتر برای تیم فوتبالش که در لیگ دسته یک سوریه مسابقه می‌دهد، و تیم بسکتبال زنانش که در بالاترین سطح لیگ بسکتبال سوریه رقابت می‌کند، شناخته شده‌است. در سال ۲۰۱۸، الساحل برای برای نخستین بار در تاریخ خود به لیگ برتر فوتبال سوریه صعود کرد.
ورزشگاه خانگی تیم فوتبال الساحل ورزشگاه باسل الاسد در طرطوس است.